# Mercury Mountaineer
Der Mercury Mountaineer ist ein von 1996 bis 2010 produziertes Sport Utility Vehicle der oberen Mittelklasse. Es wurde vom US-amerikanischen Automobil-Hersteller Mercury produziert, der dem Ford-Konzern angehörte. Daher ist der Mountaineer in technischer Hinsicht mit dem Ford Explorer weitgehend identisch. Die beiden Modelle unterscheiden sich geringfügig hinsichtlich des Karosseriedesigns, im Umfang der Serienausstattung und in Bezug auf die Preisgestaltung. 

## Erste Generation (1996–2001)
Knapp zwei Jahre nach Erscheinen des Explorer der zweiten Generation lancierte Mercury den Mountaineer, der vom Explorer abgeleitet war, aber besser ausgestattet und serienmäßig mit einem 157 kW (213 PS) starken 4,9-Liter-V8 ausgerüstet war. Da der Absatz im ersten Produktionsjahr hinter den Erwartungen zurückblieb, wurde der Mercury am Kühlergrill, an den Scheinwerfern und am Heck modifiziert und erhielt zudem  Felgen mit einem eigenständigen Design, um ihn stärker vom Explorer abzuheben. Außerdem erhielt der Mountaineer serienmäßig einen neuen OHC-Vierliter-V6 mit 153 kW (208 PS) und ein Fünfgang-Schaltgetriebe. Durch diese Modifikationen wurde der Absatz des Modells gesteigert, ohne aber die Verkaufszahlen des Schwestermodells erreichen zu können.

Im Jahr 2000 kam es nach einer Reihe von Unfällen, bei denen sich Fahrzeuge vom Typ Explorer und Mountaineer während der Fahrt überschlagen hatten, zu einem Rechtsstreit zwischen dem Reifenlieferanten Firestone und der Ford Company. Ford machte schadhafte Reifen, bei denen sich die Profile gelöst hatten, für die Unfälle verantwortlich, während man bei Firestone behauptete, dass die beiden SUV-Modelle generell unsicher seien. Man einigte sich außergerichtlich, und die Fachzeitschrift Car and Driver war in der Lage nachzuweisen, dass ein Großteil der Überschläge darauf zurückging, dass die Fahrer hinsichtlich ihres Verhaltens zu vehement beim Platzen der Reifen reagiert und somit selbst mit zu den Unfällen beigetragen hatten.

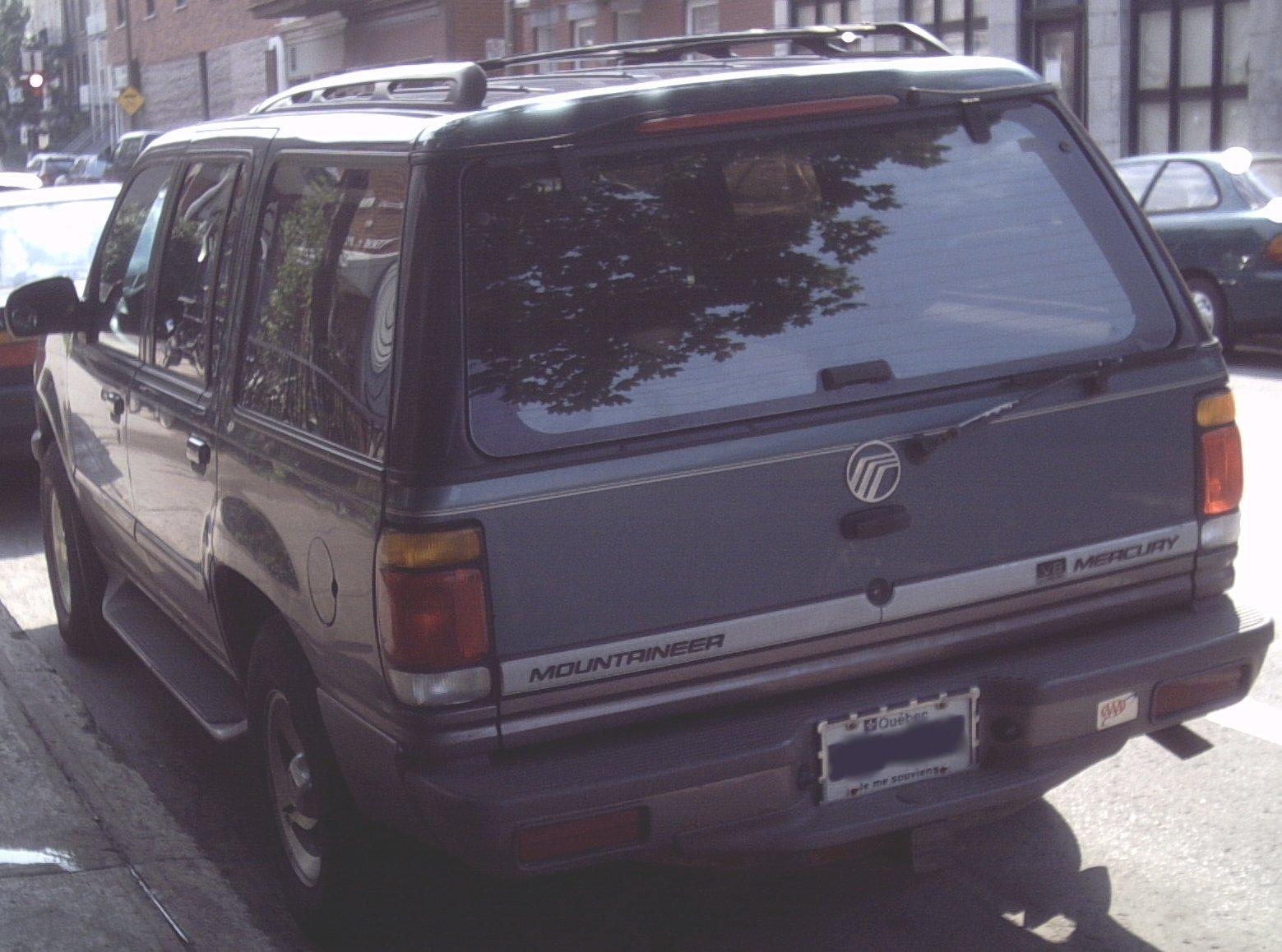
Heckansicht
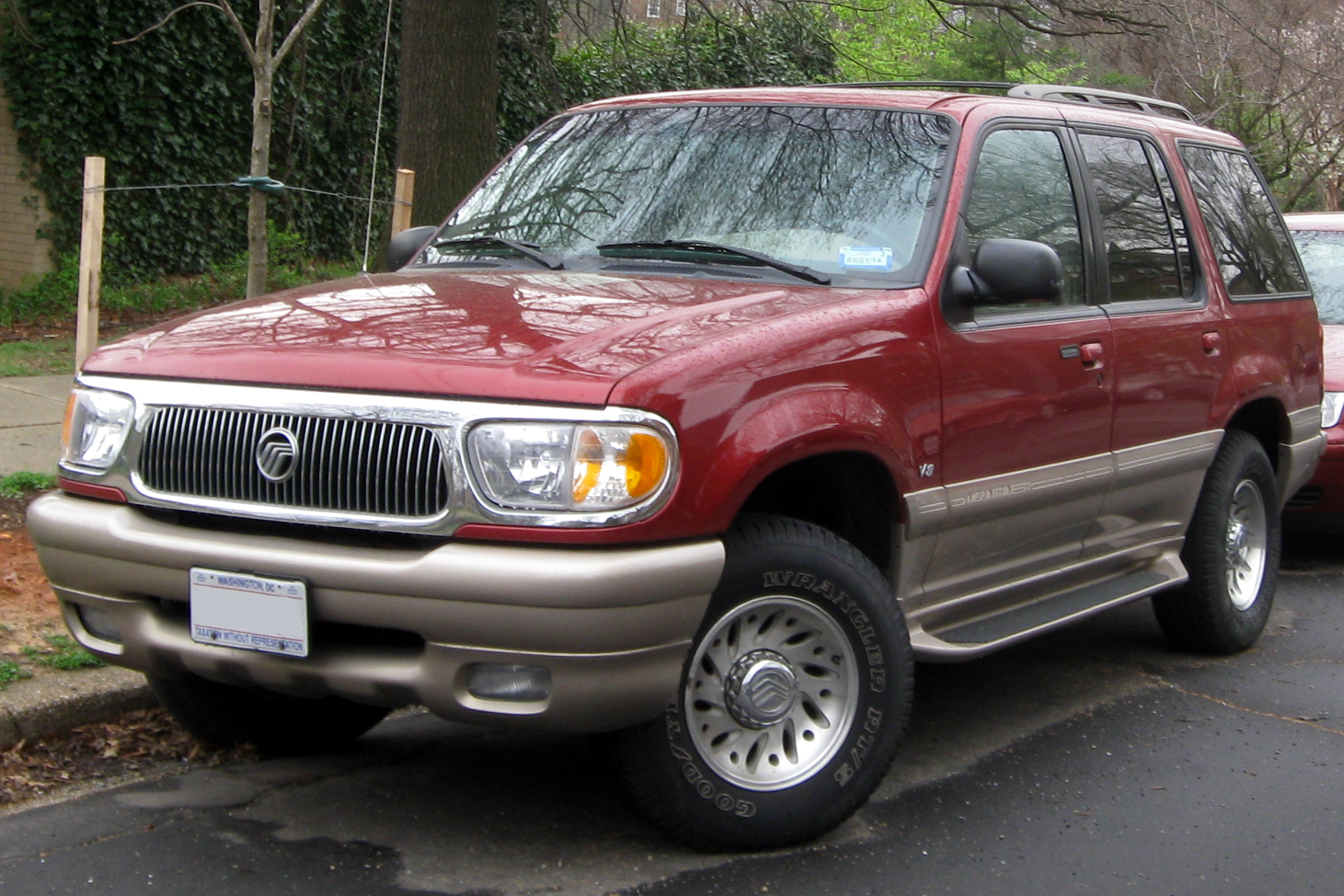
Mercury Mountaineer (1997–2001)

## Zweite Generation (2001–2010)
Im Herbst 2001 präsentierte Ford eine völlig neue Generation der Mountaineer- und Explorer-Modelle. Außerdem wurden neue Extras wie Holzdekor oder DVD-Spieler im Fond eingeführt. 
Mit der neuen Generation des Mountaineer stieg der Absatz beträchtlich. Mit dieser Modellreihe vollzog Mercury außerdem seine neue Marketingstrategie, die eigenen Modelle gegenüber den Fahrzeugen von Ford luxuriöser auszustatten. Zugleich wurden mit dem Mountaineer neue Stilelemente eingeführt, wie der „Wasserfall“-Grill mit seinen senkrechten Verstrebungen und die durch Chromleisten unterteilten Heckleuchten, die auch spätere Mercury-Modellen auszeichnen. 

### Modellpflege
Im Herbst 2005 erfuhr der Mountaineer ein umfangreiches Facelift. 
Der Leiterrahmen wurde grundlegend überarbeitet und die Materialanmutung im Innenraum verbessert, damit der Mountaineer für potentielle Kunden als eine Alternative zu dem inzwischen eingestellten Lincoln Aviator angesehen werden konnte. Der Wagen erhielt zudem neue Felgen, eine überarbeitete Frontpartie und ein DVD-Navigationssystem. 

Ende 2010 wurde wie bei den anderen Modellen der Marke Mercury die Produktion eingestellt.

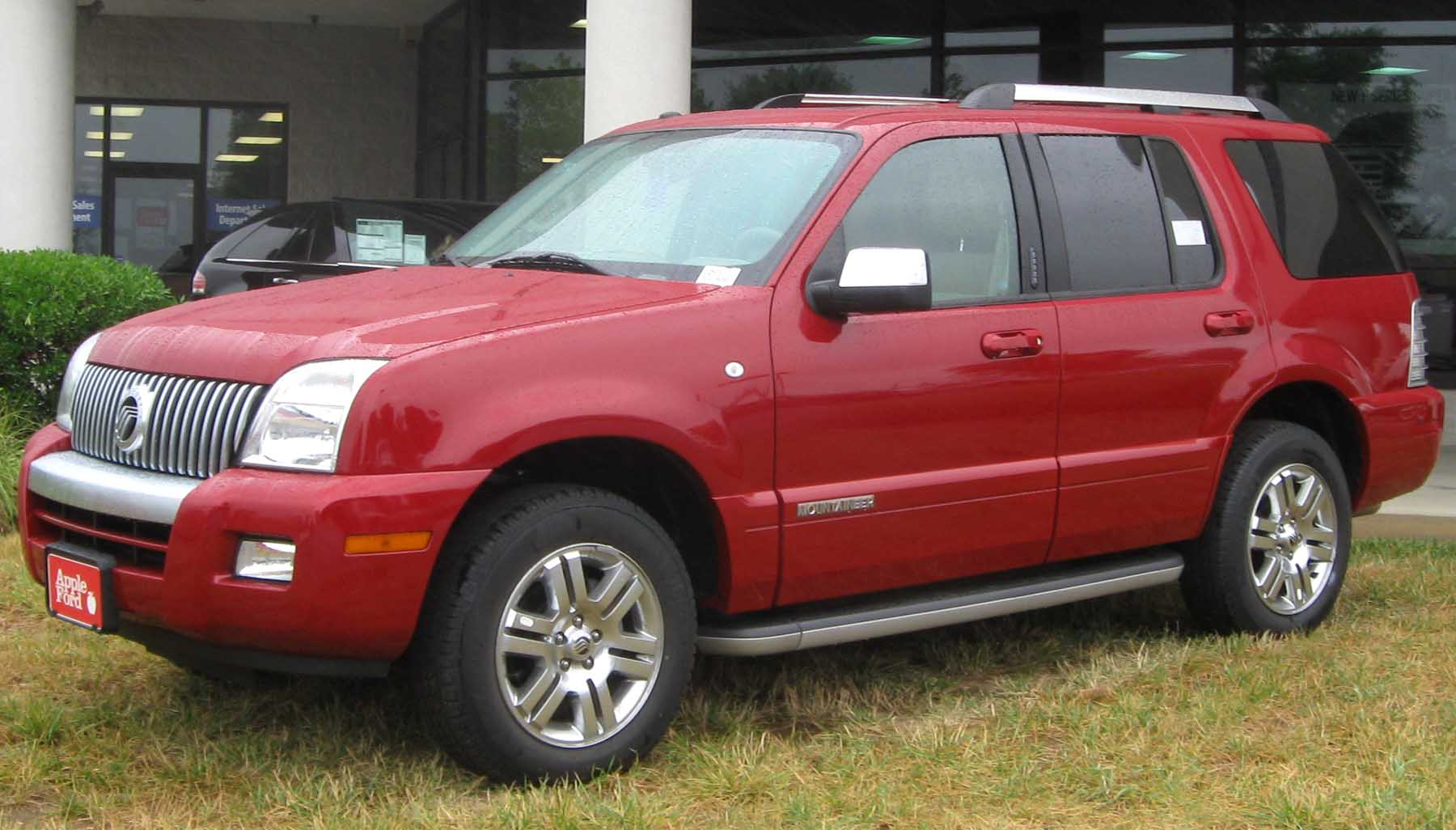
Mercury Mountaineer (2005–2010)
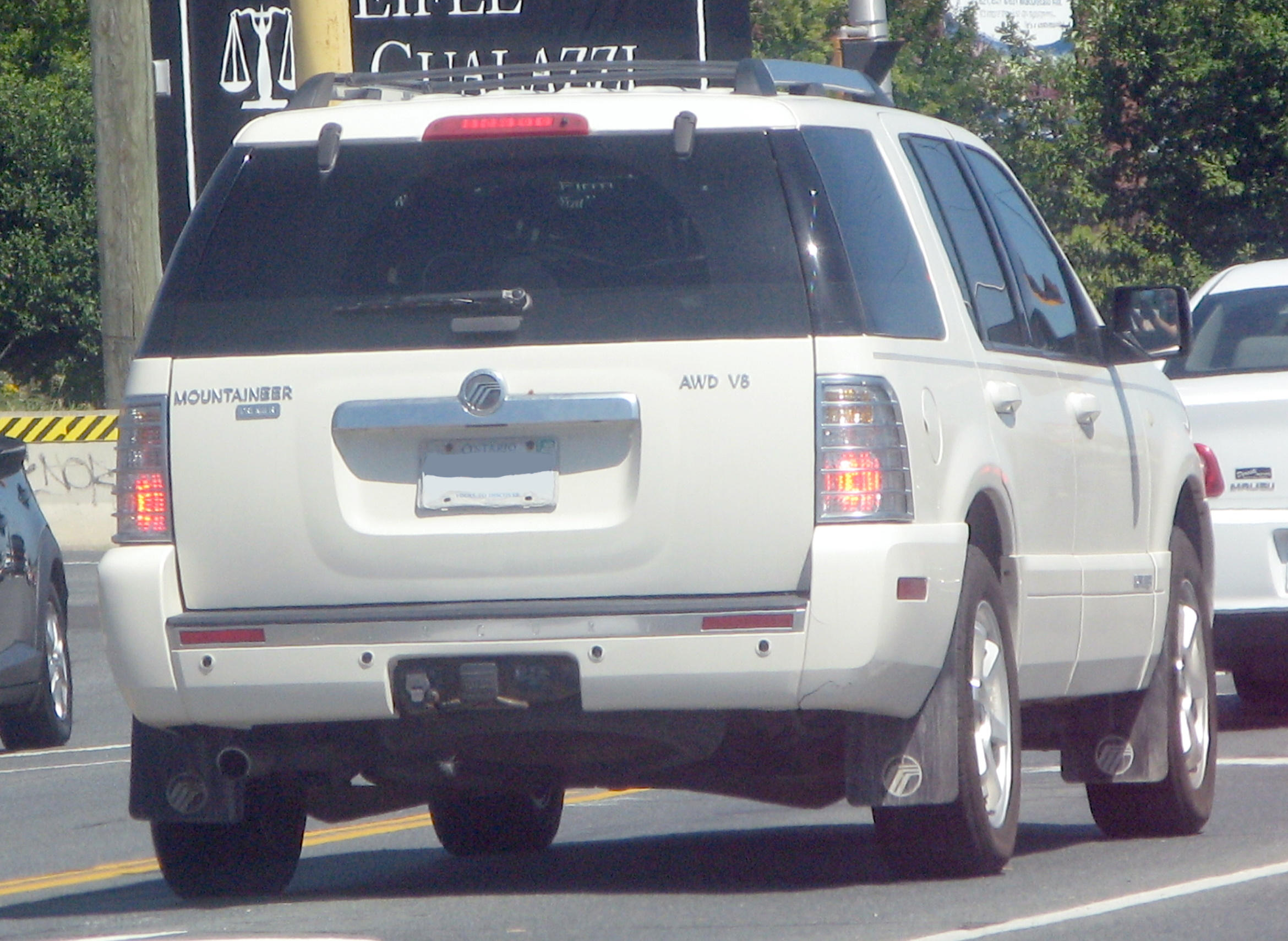
Heckansicht
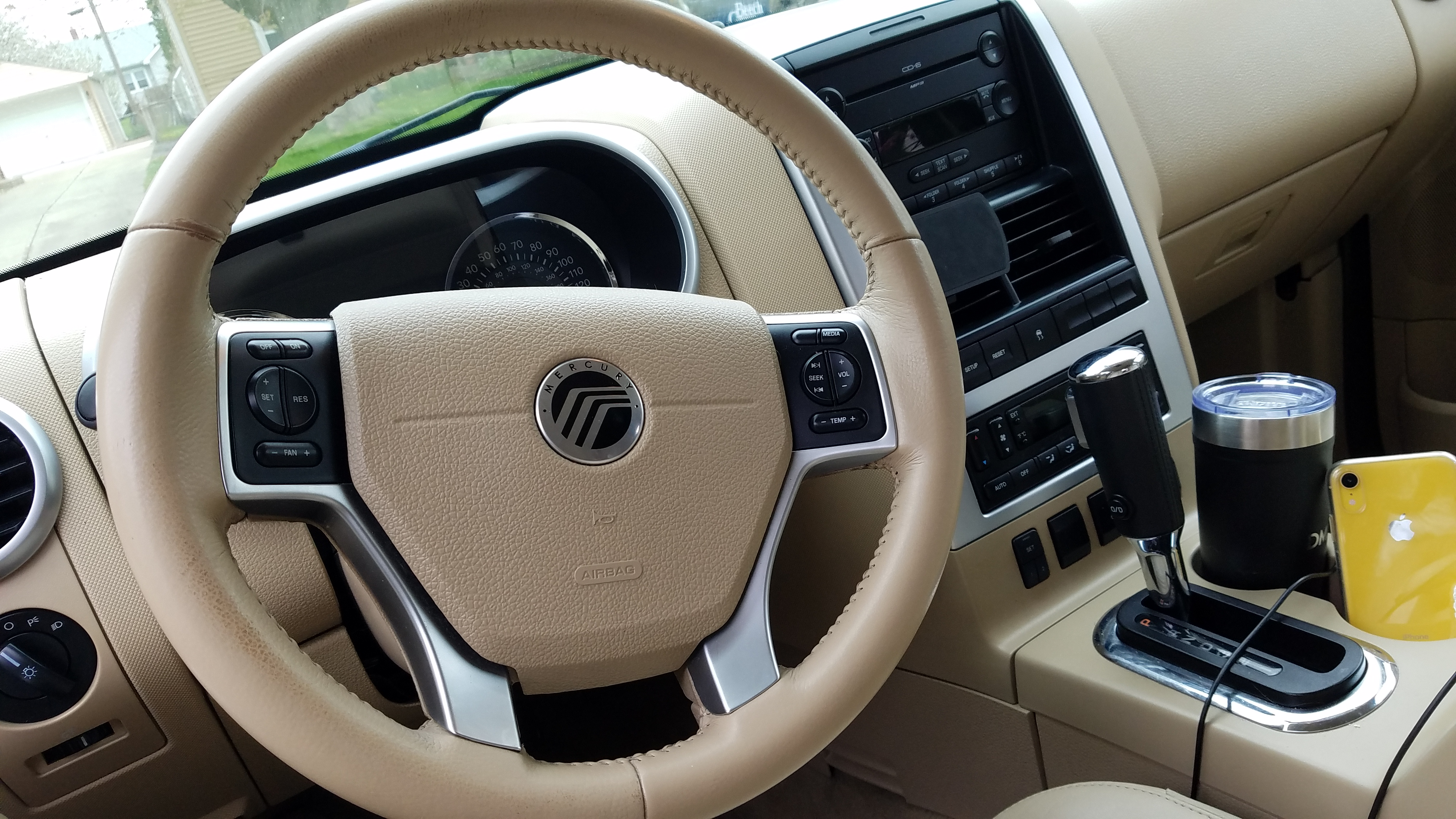
Innenraum